# Казнь Кеннета Юджина Смита
Казнь Кеннета Юджина Смита (4 июля 1965 — 25 января 2024) состоялась в тюрьме Холман, г. Атмор, штат Алабама, США методом удушения азотом. Казнь Кеннета Смита считается первой казнью в мире, осуществлённой этим методом.
Смит был осужден за убийство по найму Элизабет Сеннетт 18 марта 1988 года в округе Колберт, штат Алабама. Пастор Чарльз Сеннетт-старший, муж Элизабет, нанял Билли Грея Уильямса для организации убийства своей жены. Уильямс, в свою очередь, выбрал в качестве исполнителей Кеннета Юджина Смита и Джона Форреста Паркера. Смит и Паркер с жестокостью убили Элизабет Сеннетт в её доме, воспользовавшись подручными предметами. Через неделю после убийства Чарльз Сеннетт-старший покончил с собой, когда узнал, что его подозревают в убийстве. Билли Грей Уильямс был приговорен к пожизненному заключению без возможности условно-досрочного освобождения и умер в тюрьме в ноябре 2020 года. Кеннет Смит и Джон Паркер оба были приговорены к смертной казни. Паркер был казнён с помощью смертельной инъекции в июне 2010 года.
В ноябре 2022 года Смита планировалось казнить с помощью смертельной инъекции, но казнь была отложена после того, как команда исполнителей не смогла ввести иглу в вены Смита за время, оставшееся до истечения срока действия смертного приговора, утверждённого Верховным судом штата Алабама. В рамках соглашения между штатом и Смитом власти штата согласились не казнить Смита методом смертельной инъекции (основной метод казни по умолчанию в Алабаме) и вместо этого использовать вторичный метод казни — удушение азотом.
После того как Верховный суд США отклонил последнюю апелляцию Смита, он был казнён методом азотного удушения 25 января 2024 года, став первым человеком, казненным таким способом.

## Последовательность событий

### Убийство
Пастор Чарльз Сеннетт-старший нанял Билли Грея Уильямса, одного из своих арендаторов, для убийства своей жены, 45-летней Элизабет Дорлин Сеннетт. В качестве исполнителей Уильямс нанял Кеннета Смита и Джона Паркера . Сеннетт обещал заплатить каждому по 1000 долларов за успешное проведение дела.
18 марта 1988 года Смит и Паркер прибыли в дом Сеннеттов, расположенном в округе Колберт, штат Алабама и сказали Элизабет, что Чарльз разрешил им осмотреть территорию дома в охотничьих целях. Почувствовав неладное, Элизабет позвонила Чарльзу, который подтвердил их визит и сказал впустить их. Пока мужчины осматривали территорию, Элизабет оставалась в доме. Затем они постучали в дверь и попросили разрешения воспользоваться ванной, на что Элизабет согласилась. Чарльз до убийства выдал Смиту и Паркеру деньги на покупку огнестрельного оружия. Однако Смит и Паркер решили потратить деньги на наркотики. Пока Паркер был в ванной, Смит подкрался к Элизабет и стал бить её. Вместо огнестрельного оружия, которое они должны были купить, они использовали шестидюймовый нож для выживания и различные предметы, находившиеся в доме. Они использовали каминный набор, трость и кусок оцинкованной трубы. Элизабет боролась за свою жизнь до последнего, после того, как она упала без сознания, ей нанесли восемь смертельных ударов ножом.
Шериф Ронни Мэй был одним из первых, кто прибыл на место происшествия. Он не смог нащупать пульс. Прибывшим сотрудникам скорой помощи удалось нащупать пульс. Шериф поехал с Элизабет в машине скорой помощи, где она умерла не приходя в сознание. Мэй позже заявлял, что Сеннетт «чуть не упал», когда ему сказали, что у Элизабет есть пульс.

### Расследование
Следователи предположили, что убийство выглядело инсценированным, чтобы создать впечатление о вторжении в дом; мужчины забрали видеокассетный магнитофон и акустическую стереосистему. Шериф Мэй вспомнил встречу с Чарльзом Сеннеттом за несколько недель до инцидента, когда они расследовали другое убийство, Сеннетт был в числе посторонних гражданских людей на месте преступления. Полицейским пришлось несколько раз просить Сеннетта покинуть место. Следователи в ходе расследования позвонили в отдел по борьбе с организованной преступностью, которые назвали им имена предполагаемых подозреваемых.
25 марта следователи вызвали на допрос Чарльза Сеннетта, который отрицал свою причастность. Когда Сеннетт собирался уходить, кто-то из следователей спросил, знал ли он Кеннета Юджина Смита, услышав это, он покраснел. Сеннетт после допроса уехал обратно в церковь, где встретился со своими сыновьями и их семьями и признался, что у него был роман и что их мать была убита. После Сеннетт отправился на парковку, сел в свой грузовик и застрелился.
Следователи получили ордер на обыск дома Смита и обнаружили видеомагнитофон из дома Сеннеттов. Позже Смит и Паркер были арестованы и дали признательные показания.

### Вынесение приговора и апелляции
Суд над Смитом, чтобы уменьшить огласку на досудебном этапе, проходил в округе Джефферсон, вместо округа Колберт где произошло убийство. Присяжные на первом заседании суда первой инстанции признали Смита виновным в убийстве Элизабет Дорлин Сеннетт и рекомендовали судье провести голосование по смертной казни. Судья приговорил Смита к смертной казни по результатам голосования присяжных (10 за и 2 против). Для заключённых, осужденных до 2017 года, присяжные вынесли рекомендацию о вынесении приговора; если менее 10 присяжных проголосуют за смертную казнь, то выносится решение на пожизненное заключение. Судья может не придерживаться рекомендациям присяжных, но учитывает их, прежде чем принять окончательное решение. Смит был приговорён к смертной казни в 1989 году, но обвинительный приговор был отменён по апелляции в 1992 году. На втором процессе по делу Смита в 1996 году присяжные 11 голосами против и 1 за рекомендовали вынести ему пожизненное заключение. Судья не стал придерживаться их рекомендации и приговорил Смита к смертной казни.

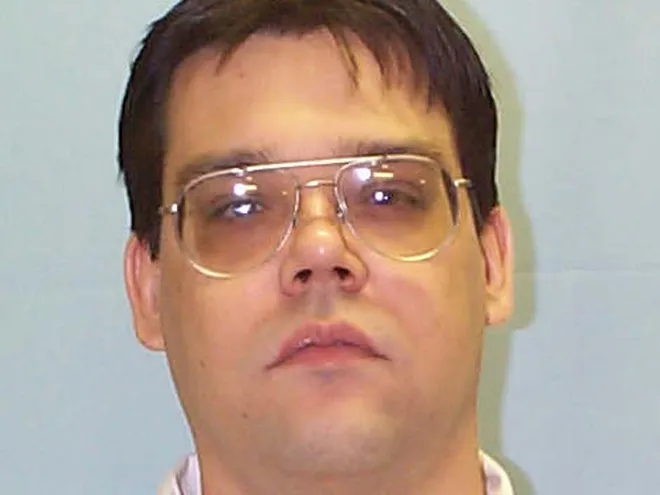
Джон Форрест Паркер

Джон Паркер также был приговорен к смертной казни и был казнён 10 июня 2010 года посредством смертельной инъекции. Уильямс был приговорён к пожизненному заключению без возможности условно-досрочного освобождения, и умер в тюрьме в ноябре 2020 года от неизвестной болезни. К ноябрю 2022 года Смит исчерпал все возможности обжалования второго обвинительного приговора.

### Первая неудачная попытка приведения смертной казни в исполнение
Первоначально планировалось, что Смит будет казнён путём смертельной инъекции 17 ноября 2022 года.
Несмотря на то, что у Смита было ходатайство о приостановлении исполнения приговора в Апелляционном суде США по одиннадцатому округу, 17 ноября 2022 года в 19:45 адвокат Департамента исправительных учреждений штата Алабама отправил электронное письмо адвокатам Смита, чтобы сообщить им, что сотрудники Департамента готовят казнь. Смит поговорил со своей женой, и в 19:57 тюремные охранники прервали его телефонный разговор. На Смита надели наручники и кандалы и отвели в камеру исполнения приговора. Две минуты спустя, в 19:59 вечера Одиннадцатый окружной суд вынес решение об отсрочке исполнения приговора, которое адвокаты Смита немедленно передали в Департамент исправительных учреждений штата Алабама.
Департамент ответил, что они получили уведомление о приостановлении, но не сообщили Смиту и не позволили ему поговорить со своими адвокатами, вместо этого оставив его пристегнутым к каталке в камере исполнения приговора. В 20:00 вошла команда по приведению приговора в исполнение и попыталась ввести иглу в вену Смита. Примерно в 20:20 Верховный суд Соединённых Штатов отменил решение Одиннадцатого окружного суда о приостановлении исполнения приговора. Смит сказал члену команды исполнителей, что они вводили иглу в его мышцу, но член команды сказал ему, что это неправда. Затем команда переместила Смита в положение перевернутого распятия и покинула комнату, вернувшись через несколько минут, чтобы ввести ему неизвестное вещество, несмотря на возражения Смита. Другой человек несколько раз колол Смита в ключицу иглой, пытаясь установить центральную капельницу. Это оказалось безуспешным, и примерно в 11:20 вечера казнь Смита была отменена.
Смит не мог самостоятельно ходить или поднимать руки, потел и учащённо дышал. Казнь Смита стала третьей подряд неудачной казнью в штате Алабама.
После инцидента губернатор штата Кей Айви распорядилась пересмотреть процесс приведения приговоров в исполнение в штате. Губернатор также попросила Верховный суд Алабамы внести поправки в правила суда штата, регулирующие смертные приговоры, чтобы предоставить персоналу Департамента исправительных учреждений дополнительное время для приведения приговоров в исполнение. Верховный суд Алабамы одобрил поправку 12 января 2023 года.

### Второй смертный приговор и казнь
После неудачной попытки казни был оформлён второй смертный приговор, с предписанием казнить Смита 25 января 2024 года методом азотного удушения, которая была вторичным методом казни в Алабаме и никогда не применялась с момента своего введения. 10 января 2024 года федеральный судья постановил, что Алабама может приступить к казни Смита с использованием газообразного азота. 24 января 2024 года Верховный суд отказался рассматривать апелляцию Смита и отклонил его просьбу об отсрочке исполнения приговора. Семья Сеннетт, включая двух сыновей Элизабет, поддержала казнь Смита.
С другой стороны, правозащитные группы и Организация Объединённых Наций были обеспокоены тем, что никогда не применявшийся метод казни газом азотом может привести к «жестокому, бесчеловечному или унижающему достоинство человека обращению или даже пыткам». Адвокаты Смита ранее утверждали в неудавшейся апелляции в Верховный суд, что проведение второй попытки казни Смита после того, как он пережил первую, было неконституционным.
25 января последняя апелляция Смита с просьбой отсрочить его казнь была вновь отклонена Верховным судом. Смертный приговор должен был быть приведён в исполнение в тот же вечер в 18:00 по восточному времени. Чак Сеннетт, один из двух сыновей жертвы, заявил в ответ, что Смит должен заплатить цену за убийство матери, которую, по его мнению, упустили из виду в свете запланированного нового метода казни. Кей Айви, губернатор Алабамы, ранее отказалась помиловать Смита, что позволило бы в случае успеха заменить смертный приговор Смиту пожизненным заключением.
За 8 часов перед казнью Смит принял последнюю трапезу — стейк, картофельные оладьи и яйца. Тогда же в последний раз его навестили жена и сыновья. Духовный наставник Смита, преподобный Джефф Худ, сообщил Associated Press, что Смит был спокоен, несмотря на свой страх перед казнью азотом, и смирился со своей неминуемой участью. Смит был казнён вечером, 25 января 2024 года, объявлен мёртвым в 20:25. Движение тела прекратилось в 20:08, занавес в комнате для свидетелей закрылся в 20:15 вечера. Говорили, что его последними словами были: «Сегодня вечером Алабама заставляет человечество сделать шаг назад. Спасибо вам за поддержку. Люблю всех вас». Смит стал первым человеком в мире, казнённым методом удушения азотом.

### Процесс казни
Газообразный азот подавался в течение пятнадцати минут. Оказалось, что смерть наступила примерно через 10-15 минут после введения газа, Движение Смита прекратилось в 20:08 вечера, через 11 минут после активации системы азотного удушения. Смит был официально объявлен мёртвым примерно через 25 минут. Некоторые свидетели отметили, что Смит выглядел так, как будто он был в сознании в течение нескольких минут и «яростно бился на каталке», тяжело дыша, прежде чем его дыхание перестало быть заметным. В ответ комиссар исправительных учреждений штата Алабама Джон К. Хэмм сообщил СМИ, что предполагаемые судороги и тряска Смита, по-видимому, были непроизвольными движениями, и эти эффекты ожидались на основании исследований, проведенных ранее. Хэмм также утверждал, что Смит задержал дыхание примерно на четыре минуты, что привело к более сильной реакции его организма. Генеральный прокурор штата Стив Маршалл также поддержал это утверждение и заявил, что это доказывает, что смертная казнь с помощью газообразного азота была «эффективным и гуманным методом казни». Кей Айви, губернатор штата Алабама, также заявила на пресс-конференции, что правосудие восторжествовало, и выразила надежду, что семья Сеннетта сможет успокоиться после казни Смита.
В заявлении, сделанном после казни Смита, один из двух сыновей Сеннетта, Майкл «Майк» Сеннетт, заявил, что правосудие в отношении его матери восторжествовало и что Смит заслужил такое наказание за свое преступление. Он добавил, что, хотя его мать не воскреснет после смерти Смита, он был рад, что тяжёлое испытание наконец закончилось спустя более трёх десятилетий, и семья давно простила Смита и всех других причастных к этому преступников. Тело Смита было передано коронеру округа Эскамбия для вскрытия в передвижной лаборатории Департамента судебно-медицинской экспертизы.